# 徐国敏
徐国敏（1932年8月—），男，汉族，安徽东至人，中共党员，中华人民共和国特级教师，第八届全国人大代表。

## 生平
1953年7月毕业于安徽师范大学（原安徽大学）化学系，响应国家号召，志愿支边，担任黑龙江省木兰县高级中学化学教师和副校长。

## 荣誉
先后荣获黑龙江省“五讲四美”为人师表优秀教师、黑龙江省劳动模范、黑龙江省模范教师、黑龙江省优秀科技工作者、黑龙江省优秀共产党员、黑龙江省特等劳动模范、全国优秀教师。

## 社会兼职
兼任木兰县县委委员、县人大代表、黑龙江省教育学会理事。